# Stefano De Ruggiero
Stefano De Ruggiero (Napoli, 8 luglio 1878 – Roma, 16 luglio 1951) è stato un prefetto e politico italiano.

## Biografia
Entrato nella carriera nel 1903 vince un concorso interno che gli vale l'assegnazione al gabinetto della Presidenza del consiglio, in cui lavora fino al 1922. Nominato capo di gabinetto del sottosegretario alla presidenza esercita il suo mandato durante il secondo governo di Luigi Facta, l'ultimo prima della nomina di Mussolini. Nominato prefetto nel giugno 1922 rimane in tale carica negli anni del fascismo, reggendo fino al 1926 le prefetture di Teramo, Novara e Brescia. 
Convinto antifascista ha avuto diversi momenti di frizione col PNF: a Brescia, in particolare, fa arrestare i fascisti che si danno alla rappresaglia dopo l'attentato al Duce. Sempre nella stessa città concentra in prefettura con la scusa di misure di pubblica sicurezza i più noti esponenti antifascisti della città, in modo da sottrarli da eventuali attacchi per l'attentato attribuito ad Anteo Zamboni. A Roma, nominato nel frattempo capo della direzione generale dell'amministrazione civile al Ministero dell'interno, spezza il legame del governatore Francesco Boncompagni Ludovisi coi principali imprenditori locali (Federici, Vaselli, Tudini e Talenti), che si assicurano i migliori appalti pagando cospicue tangenti. 
Retrocesso alla direzione generale del fondo per il culto su volere di Emilio De Bono (che lo sostituisce con un suo protetto), non viene compreso tra i prefetti nominati senatori nel 1934 ma è il primo in lista quando si fanno le nomine del 1939. Deferito all'Alta Corte di Giustizia per le Sanzioni contro il Fascismo il giudizio viene inizialmente sospeso (1944), viene dichiarato decaduto (1945) e reintegrato dalla Cassazione (1947).